# Baha ad-din Walad
Baha ad-din Walad, född omkring 1152, död 1231, persisk teolog och mystiker, författare till verket Ma'arif (Meditationer). Baha ad-din var far till sufin Jalal ad-din Rumi.